# Petracola
Pour les articles homonymes, voir Petra.
Genre
Petracola est un genre de sauriens de la famille des Gymnophthalmidae.

## Répartition
Les quatre espèces de ce genre sont endémiques du Pérou.

## Description
Ce sont des sauriens diurnes et ovipares, ils sont assez petit avec des pattes petites voire atrophiées.

## Liste des espèces
Selon The Reptile Database (30 décembre 2015) :
- Petracola angustisoma Echevarría & Venegas, 2015
- Petracola labioocularis (Köhler & Lehr, 2004)
- Petracola ventrimaculatus (Boulenger, 1900)
- Petracola waka Kizirian, Bayefsky-Anand, Eriksson, Minh Le & Donnelly, 2008

## Publication originale
- Doan & Castoe, 2005 : Phylogenetic taxonomy of the Cercosaurini (Squamata: Gymnophthalmidae), with new genera for species of Neusticurus and Proctoporus. Zoological Journal of the Linnean Society, vol. 143, p. 405–416 (texte original).